# Olga Jakovlevová
Olga Jakovlevová (rusky: Ольга Яковлева, * 1983 Toljatti) je ruská reprezentantka ve sportovním lezení. Vicemistryně světa a mistryně Ruska v boulderingu. Na mistrovství světa juniorů získala bronzovou medaili v lezení na obtížnost.

## Biografie
Již ve třinácti letech překvapila nejen svého trenéra bronzovou medailí na svém prvním závodu světového poháru v boulderingu ve Francii. V letech 2006-2011 nezávodila na světových závodech pro zranění a narození syna. Díky podpoře rodiny se vrátila k závodům v roce 2012, stala se mistryní Ruska a vicemistryní světa.

## Výkony a ocenění
- 2002: nominace na prestižní mezinárodní závody Rock Master v italském Arcu, kde zvítězila

### Závodní výsledky
| Arco Rock Master | Arco Rock Master |
| Rok              | 2002             |
| ---------------- | ---------------- |
| Bouldering       | 1                |

| Mistrovství světa | Mistrovství světa | Mistrovství světa | Mistrovství světa | Mistrovství světa | Mistrovství světa |
| Rok               | 2001              | 2003              | 2012              | 2014              | 2016              |
| ----------------- | ----------------- | ----------------- | ----------------- | ----------------- | ----------------- |
| Obtížnost         | 5-6               | —                 | —                 | —                 | —                 |
| Bouldering        | —                 | 20                | 2                 | 21-22             | 31-32             |

| Světový pohár | Světový pohár | Světový pohár | Světový pohár             | Světový pohár | Světový pohár  | Světový pohár           | Světový pohár | Světový pohár      |
| Rok           | 2001          | 2002          | 2003                      | 2005          | 2012           | 2013                    | 2014          | 2016               |
| ------------- | ------------- | ------------- | ------------------------- | ------------- | -------------- | ----------------------- | ------------- | ------------------ |
| Obtížnost     | —             |               | 25                        | 51-53         | —              | —                       |               | —                  |
| jednotlivě*   | —             |               | -,-,-, -,-,-,-, 18-23,5,- | -,-,-, -,-,18 | —              | —                       |               | —                  |
|               |               |               |                           |               |                |                         |               |                    |
| Bouldering    | x             |               | 13                        | 41            | 16             | 15                      |               | 0                  |
| jednotlivě*   | 6,,           |               | -,-,34, 10,14,4           | -,-,18,-      | 17,-,11, 8,-,- | -,-,-, 23-5,15, 7,16,14 |               | 59-60,-,-, -,-,-,- |
|               |               |               |                           |               |                |                         |               |                    |
| Kombinace     | —             |               | 13                        | 28            | —              | —                       |               | —                  |

* poznámka: nalevo jsou poslední závody v roce
| Mistrovství Evropy | Mistrovství Evropy | Mistrovství Evropy | Mistrovství Evropy |
| Rok                | 2002               | 2004               | 2013               |
| ------------------ | ------------------ | ------------------ | ------------------ |
| Obtížnost          | 17-20              | —                  | —                  |
| Bouldering         | 7                  | 29                 | 26-27              |

| Mistrovství Ruska | Mistrovství Ruska |
| Rok               | 2012              |
| ----------------- | ----------------- |
| Bouldering        | 1                 |

| Mistrovství světa juniorů | Mistrovství světa juniorů | Mistrovství světa juniorů | Mistrovství světa juniorů | Mistrovství světa juniorů |
| Rok                       | 1998 kat. B               | 2000 kat. A               | 2001 juniorky             | 2002 juniorky             |
| ------------------------- | ------------------------- | ------------------------- | ------------------------- | ------------------------- |
| Obtížnost                 | 17                        | 6                         | 3                         | 9                         |
| Rychlost                  | —                         | —                         | 8                         | —                         |

| Evropský pohár juniorů | Evropský pohár juniorů |
| Rok                    | 1998 kat. B            |
| ---------------------- | ---------------------- |
| Obtížnost              | 25-26                  |
| jednotlivě*            | -,-,-,10               |

* poznámka: nalevo jsou poslední závody v roce